# Kalu Uche
Kalu Uche (ur. 15 listopada 1982 w Abie) – nigeryjski piłkarz występujący na pozycji pomocnika.

## Kariera klubowa
W ojczyźnie grał w klubach Enyimba FC oraz Iwuanyanwu Nationale. Do krakowskiej Wisły przeszedł w 2001 roku z drugiej drużyny hiszpańskiego Espanyolu. 30 września 2001 roku zadebiutował w ekstraklasie w wygranym 2:0 meczu z Widzewem Łódź. W sezonie 2001/02 wystąpił w barwach krakowskiego klubu 11 razy w lidze. W następnym sezonie Nigeryjczyk zagrał w 26 meczach ligowych strzelając 6 goli i zdobył mistrzostwo Polski oraz doszedł do 1/8 finału Pucharu UEFA. W sezonie 2004/05 został wypożyczony do francuskiego Girondins Bordeaux, a następnie powrócił do Wisły. 31 sierpnia 2005 roku w ostatnim dniu "okienka transferowego" podpisał kontrakt z hiszpańskim klubem UD Almeria.

## Kariera reprezentacyjna
W reprezentacji swojego kraju zadebiutował 21 czerwca 2003 w zremisowanym 2:2 meczu Nigeria – Angola.

## Życie prywatne
Jego brat Ikechukwu Uche jest również piłkarzem.